# Коготь Архимеда
Ко́готь Архиме́да — изобретение древнегреческого учёного и математика Архимеда. Коготь выглядел наподобие гигантского крана, оснащённого большими крюками-кошками.
Коготь Архимеда часто называют супероружием древнего мира.
Изначально этот вид оружия создавался для конкретной цели — защиты городских стен Сиракуз во время осады римскими захватчиками в 214—212 годах до н. э. в ходе Второй Пунической войны.
Позднее «когти Архимеда» были спроектированы и созданы в III веке до н. э.
Принцип работы механизма заключался в следующем: коготь цеплял крюком таран вражеского судна или другие крупные тела различной формы и с помощью изобретённого Архимедом полиспаста поднимал их на доступную крану высоту, откуда они неминуемо падали после раскрытия крюков. Стоило вражескому кораблю приблизиться к стенам Сиракуз, как огромный крюк цеплял его нос и поднимал над водой, и корабль либо тонул из-за критического дифферента, либо разламывался от критических продольных нагрузок; повреждения наносились и падением корабля. От столкновений с когтями Архимеда римляне оставили множество записей, из которых ясно, что маскировка кранов была на высоте и потому римляне считали, что против них выступили боги.
Еще один метод применения когтя Архимеда — сбрасывание с высоты огромных брёвен на вражеские корабли и войска.